# Cynanchum purpurascens
Cynanchum purpurascens là một loài thực vật có hoa trong họ La bố ma. Loài này được (C. Morren & Decaisne) Matsum. mô tả khoa học đầu tiên năm 1912.